# Relizane (stad)
Relizane is een stad in Algerije en is de hoofdplaats van de provincie Relizane.
Relizane telt naar schatting 126.000 inwoners.
In Relizane staat een autofabriek waar onder andere de SEAT Ibiza wordt gemaakt.

## Geboren
- Noureddine Smaïl (6 februari 1987), Frans atleet

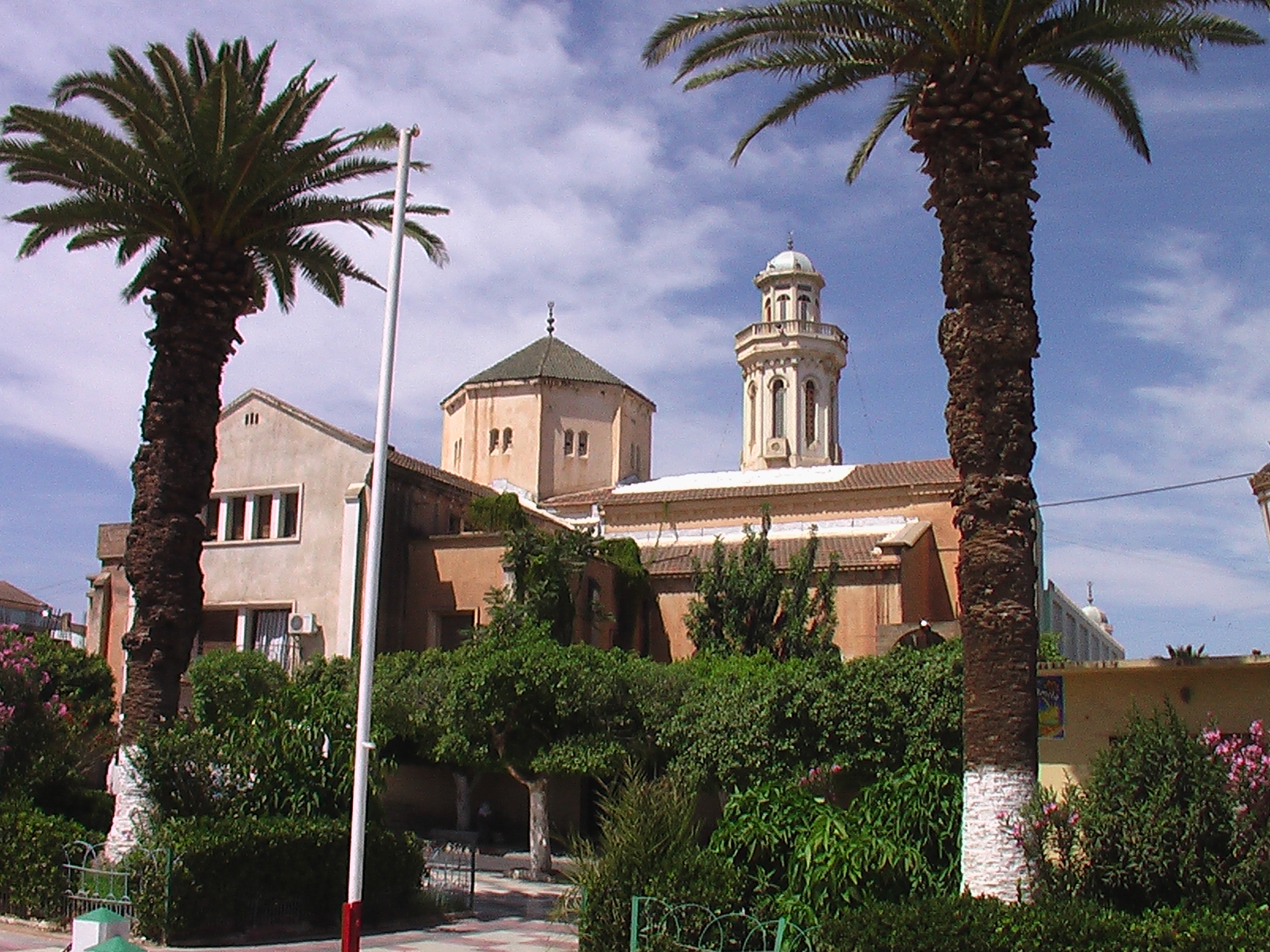